# 加藤政之助

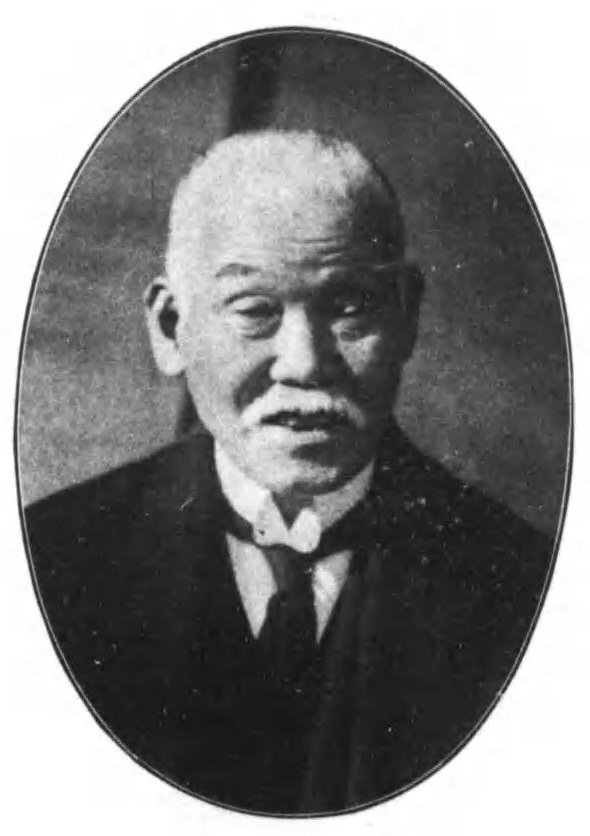
加藤政之助

加藤 政之助（かとう まさのすけ、嘉永7年7月18日（1854年8月11日） - 昭和16年（1941年）8月2日）は、明治期、大正期、昭和期の政治家、ジャーナリスト、実業家、衆議院議員、貴族院議員、大東文化学院総長（第7代）などを歴任した。

## 経歴
武蔵国足立郡滝馬室村（現・埼玉県鴻巣市）出身。16歳で父親を亡くす。糠田学校の教員時代に白根多助埼玉県令に見出され、県の学務課に就職したが、友人の桐原捨三の誘いで、1875年（明治8年）11月、慶應義塾に入学。在学中より、東京日日新聞や東京曙新聞に寄稿していた。福沢諭吉の紹介で五代友厚が経営する大阪新報記者となり、同紙にて、福沢が提唱していた商業学校設立の啓蒙キャンペーンを行い、大阪での商業講習所設立に尽力する。
大阪で自由民権運動に携わり、郵便報知新聞記者になる。立憲改進党に所属。1880年、埼玉県会議員当選（25歳）。1881年の開拓使官有物払下げ事件に関して、政府批判の論説を繰り返した（この事件をきっかけに、のちに大隈重信は下野し、国会開設の詔が発布された）。翌1882年に県会議長（26歳）。この当時は活動の中心は大阪にあり、県議会中は大阪より通ったとされる。
1889年（明治22年）大日本帝国憲法発布時に県会議長。大阪商業講習所（現・大阪市立大学）創立に関した提案を行う。第一回衆議院議員選挙に立候補し、国政への進出を図るも落選、この後本人が思うところあり欧米巡視に出かけ、1891年10月に帰朝。
1892年（明治25年）に第二回の選挙で衆議院議員に当選する（以後当選12回）。北海道への移住者を募る協会を埼玉県に設立し、当時の北海道庁長官・北垣国道の依頼で、アメリカのインディアン居留地を視察した際の見聞からドーズ法をもとに北海道土人保護法案をまとめ、1893年（明治26年）に議会に提出するも廃案となる（のち、1899年（明治32年）に北海道旧土人保護法が第13回帝国議会で成立、同年公布施行）。1894年に北海道今金町へ自らも移住し、当地の地主となる。北海道新聞の主筆も務める。1927年（昭和2年）4月18日、貴族院議員に勅選。1932年（昭和7年）には、大東文化学院総長（第7代）に就任。

## 栄典
- 1915年（大正4年）11月10日 - 大礼記念章[6]
- 1938年（昭和13年）2月11日 - 従四位[7]

## 親族
- 五女 飯塚艶子（衆議院議員飯塚茂の妻）[8]
- 孫 加藤諦三（社会学者）